# Marco Lucchinelli
Marco Lucchinelli (Bolano, 26 de junho de 1954) é um ex-motociclista italiano. Em 1981, ele foi campeão nas 500 cilindradas da FIM.